# Endocomia macrocoma
Espèce
Synonymes
- Horsfieldia macrocoma (Miq.) Warb.[1]

Endocomia macrocoma est une espèce de plantes de la famille des Myristicaceae.

## Liste des sous-espèces
Selon BioLib (10 avril 2019) :
- sous-espèce Endocomia macrocoma subsp. longipes W.J. de Wilde
- sous-espèce Endocomia macrocoma subsp. macrocoma

Selon Catalogue of Life (10 avril 2019) :
- sous-espèce Endocomia macrocoma subsp. longipes
- sous-espèce Endocomia macrocoma subsp. macrocoma
- sous-espèce Endocomia macrocoma subsp. prainii

Selon The Plant List (10 avril 2019) :
- sous-espèce Endocomia macrocoma subsp. prainii (King) W.J.de Wilde

Selon Tropicos (10 avril 2019) (Attention liste brute contenant possiblement des synonymes) :
- sous-espèce Endocomia macrocoma subsp. longipes W.J. de Wilde
- sous-espèce Endocomia macrocoma subsp. macrocoma
- sous-espèce Endocomia macrocoma subsp. prainii (King) W.J. de Wilde

## Publication originale
- Blumea 30: 182. 1984.